# Abelardo Martínez
Abelardo Manuel Martínez García poeta español, nacido en Linares (Jaén) el 12 de septiembre de 1960. 

## Biografía
Comenzó a escribir poesía a los doce años tras leer el poema Nocturno a Rosario de Manuel Acuña. Ha publicado multitud de libros de poesía, siendo en la Cumbre del Viento el libro que recoge la antología de sus mejores poemas. Reside en Moncada (Valencia) y afirma no haberse presentado jamás a ningún premio literario.

## Poemas desde la Prisión
En marzo de 2010 fue presentado en la 41 Feria del libro de Valencia el libro Poemas desde la Prisión fruto de un taller dictado en noviembre de 2009 de forma gratuita en la prisión de Picasent (Valencia) Un proyecto solidario que busca la re-inserción de las personas privadas de libertad, en el libro están recogidos todos los poemas obtenidos en el taller y Martínez se dio el privilegio de firmar los ejemplares a un preso que cumple condena.